# 葉官
葉官（1578年—？年），字謙卿，號玉壺，浙江金華府金華縣人，軍籍，明朝政治人物。

## 生平
萬曆二十八年（1600年）庚子科浙江鄉試第二十一名舉人，萬曆三十八年（1610年）庚戌科會試一百八名，第二甲第六名進士。禮部觀政，授刑部江西司主事，四十一年陞福建司員外，丁憂，四十五年補工部營繕司，四十六年陞湖廣承天府知府。

## 家族
曾祖葉鑑；祖葉時春，庠生；父葉滋；母羅氏。重慶下。兄憲，弟容；宇；宬；標。子葉日升。